# Accord israélo-libanais du 17 mai 1983
L'accord signé le 17 mai 1983, entre l'État du Liban, et, l'État d'Israël, mit fin à l'état de belligérance entre les deux pays impliqués, à la suite de l'invasion israélienne du Liban, en 1982. Cet accord a été ratifié par le parlement libanais, avant que le gouvernement ne l'annule, le 5 mars 1984.
Selon le texte, Israël doit se retirer des territoires libanais qu'elle a occupés, contre un engagement libanais de contrôler sa frontière avec Israël, afin d'empêcher des miliciens palestiniens et libanais de commettre des attentats en territoire israélien.
A la différence du traité de paix israélo-égyptien, signé en mars 1979, entre l'Égypte et Israël, les États-Unis jouent un rôle décisif, comme garants de la mise en oeuvre de l'accord de 1983 - par leur présence, notamment au sein du Comité conjoint de liaison, qui veille au respect des clauses, tandis que l'ONU est marginalisée.
L'URSS (qui espérait à travers le Conseil de sécurité de l'ONU conserver un "droit de regard" sur l'accord), et la Syrie, considérant qu'elles avaient été évincées dans le règlement conclu entre Israël, les Etats-Unis, et, le Liban, réunissent leurs efforts pour le faire échouer.
Par ailleurs, plusieurs acteurs arabes sont défavorables à l'accord, qui leur apparaît comme un traité de paix semblable au  traité de paix israélo-égyptien signé en mars 1979 ; c'est le cas, outre la Syrie, la Libye, et l'Organisation de libération de la Palestine. Ces acteurs voient dans l'accord un "contrat de soumission" imposé par Israël au Liban, lequel de fait, "accepte de sérieuses limitations à son autorité", alors qu'Israël s'octroie une surveillance continue, d'une partie du territoire libanais", selon le juriste Maurice Flory.
Des pressions syriennes sur le gouvernement libanais n'ont pas permis à cet accord d'être mis en application.
Israël ne retire ses troupes du Liban de manière totale qu'en mai 2000.